# Teach-In
Teach-In é uma banda originária dos Países Baixos, mais exa(c)tamente da cidade de Enschede.
Este grupo surgiu em 1967 e era composto, nos inícios por: Hilda Felix (vocalista), Henk Westendoorp (vocalista),John Snuverink (vocalista e guitarra), Frans Schaddelee (bateria), Ruud Nijhuis (tambor). O líder do grupo era Koos Versteeg. A banda foi sofrendo alterações com entradas e saídas de diversos elementos.
Em 1975, a canção "Ding-a-dong"  foi seleccionada pela televisão holandesa (NOS) para representar o país no Festival Eurovisão da Canção 1975 desse ano e os Teach-In a banda intérprete desse tema. O grupo era nesse ano composto por:
- Getty Kaspers
- Chris de Wolde
- Ard Weenink
- Koos Versteg
- Ruud Nijhuis

Esta canção foi a vencedora com 152 votos, mais 14 do que a representação do Reino Unido, com  o grupo Shadows e mais 37 votos do que a Itália com a canção Era interpretada por  Wess & Dori Ghezzi
Com a vitória obtida na Eurovisão, o grupo fez uma digressão pela Europa durante dois anos.  O sucesso, contudo acabou, de súbito, quando o grupo se decompôs em 1978. Getty Kaspers tentou uma carreira a solo que não foi bem sucedida.
Em 1979, dois dos elementos originais da banda (Koos Versteeg e Ruud Nijhuis) reformaram a banda, desta vez com a entrada de duas novas cantoras femininas. Contudo após três anos de sucesso, a banda desfez-se novamente.
Em 1997, a banda com os elementos de 1975 reuniu-se novamente, para regravar alguns dos seus sucessos anteriores.